# Elecciones estatales de Bremen de 1951
La elección estatal de Bremen en 1951 fue la tercera elección al Bürgerschaft de la Ciudad Libre Hanseática de Bremen. Tuvo lugar el 7 de octubre de 1951.

## Resultados
La participación fue del 83,8 por ciento. El SPD defendió su posición como el partido más fuerte. La CDU llegó al 9,0 por ciento de los votos, su peor resultado histórico a nivel nacional. El SPD, con Wilhelm Kaisen como alcalde, formó junto a la CDU y el FDP una coalición negro-amarillo-rojo en el Senado Kaisen IV.
| Partido | Partido | Votos   | %    | Escaños  |
| ------- | ------- | ------- | ---- | -------- |
|         | SPD     | 130.471 | 39,1 | 43 (–3)  |
|         | DP      | 49.007  | 14,7 | 16 (+13) |
|         | FDP     | 39.432  | 11,8 | 12 (–5)  |
|         | CDU     | 30.172  | 9,0  | 9 (–15)  |
|         | SRP     | 25.813  | 7,7  | 8 (+8)   |
|         | KPD     | 21.244  | 6,4  | 6 (–4)   |
|         | BHE     | 18.744  | 5,6  | 2 (+2)   |
|         | WdF     | 14.355  | 4,3  | 4 (+4)   |
|         | FSU     | 4.262   | 1,3  | —        |